# Atlético Ultramar
Der Futebol Clube Atlético Ultramar, auch einfach nur Atlético Ultramar genannt, ist ein osttimoresischer Fußballverein. Er ist in der Gemeinde Manatuto ansässig. Es ist der einzige Verein aus der Gemeinde, der in einer der beiden Divisionen der Liga Futebol Amadora spielt. Beim Taça 12 de Novembro 2017 und 2018 gewann man den Landespokal.

## Geschichte
Der Verein wurde 2012 gegründet.
2015 fand die Qualifikationsrunde für die neugegründete Liga Futebol Amadora statt. Atlético Ultramar landete in der Gruppe C auf dem vierten Platz und musste daher in der Saison 2016 in die Segunda Divisão. Hier erreichte man in der Gruppe A den dritten Platz von sechs Mannschaften, weswegen man auch in der Saison 2017 in der zweiten Liga spielte. Durch den Gruppensieg gelang der Aufstieg in die Primeira Divisão für die Saison 2018. Außerdem gewann man im Finale der Gruppensieger die Meisterschaft der Segunda Divisão 2017. 2018 kam man auf Platz 3 der ersten Liga.
Beim Taça 12 de Novembro 2016 schied man gleich in der ersten Runde mit 2:7 gegen den Cacusan CF aus. 2017 gelang der Sieg im Finale gegen Carsae FC mit 7:4 und 2018 gegen Assalam FC mit 3:2.

## Erfolge
- Osttimoresischer Pokalsieger: 2017, 2018